# 임천일
임천일(19XX년~)은 조선민주주의인민공화국의 외교관이다.

## 경력
- 주러시아 나홋카 총영사관 총영사[1]
- 조선민주주의인민공화국 외무성 유럽1국장[2]
- 외무성 부상[3][4][5]